# Михаела Дановска
Михаела Дановска, известна още като „Oda Jaune“, е българска художничка, живееща в Париж.

## Биография
Михаела Дановска е родена на 13 ноември 1979 г. в София. Баща ѝ е художник. В периода 1998 – 2003 г. учи в Художествената академия в Дюселдорф. По-голямата ѝ сестра също е следвала живопис в Дюселдорф.
През 2000 г. се омъжва за Йорг Имендорф, по това време неин преподавател в Дюселдорфската художествена академия. От този брак има една дъщеря. Популярна е под псевдонима Oda Jaune, измислен от съпруга ѝ. През 2007 г. съпругът ѝ умира и през 2008 г. тя се премества в Париж.
Прави самостоятелни изложби в галериите: „Кунщал Кобленц“ в Кобленц, галерия „Дейвид Ди Маджо“ в Берлин, фондация „Мудима“ в Милано, музей „Фелисиан Ропс“ в Намюр, галерия „Майкъл Фукс“ в Берлин, галерия „Даниел Темплон“ в Брюксел, и в Галерия Даниел Темплон в Париж.
За нея през 2016 г. е направен документалният филм „Who is Oda Jaune?“.

## Изложби
Самостоятелни изложби
- „Кунщал Кобленц“ в Кобленц (2004)
- Галерия „Дейвид Ди Маджо“ в Берлин (2006)
- Фондация „Мудима“ в Милано (2007)[3]
- Галерия „Даниел Темплон“ в Париж (2009) под името „Вижте дъгите“
- Галерия „Даниел Темплон“ в Париж (2010) под името „Веднъж в живота“
- Музей „Фелисиан Ропс“ в Намюр (2011) под името „Конфронтация Фелисиан Ропс“
- Галерия „Майкъл Фукс“ в Берлин (2013) под името „Отвъд рая“
- Галерия „Даниел Темплон“ в Париж (2015) под името „Маски“
- Галерия „Даниел Темплон“ в Париж (2016) под името „Сини небеса“[4]
- Галерия „Майкъл Фукс“ в Берлин (2017) под името „Скулптури“
- Галерия „Даниел Темплон“ в Брюксел (2017) под името „Картини и скулптури“.[5]

Групови изложби
- Галерия „Ото Швейнс“ в Кьолн (2002) под името „Schone Aussicht, Herr Schweins“
- Галерия „White Space“ в Пекин (2003) под името „Двадесет и четири живи художника в Китай“
- NRW – Форум в Дюселдорф (2003) под името „Die Zukunft im Nacken: Frustration oder Innovation?“
- Музей „Баден“ в Золинген (2003) под името „Die Zukunft im Nacken: Frustration oder Innovation?“
- Музей Кюперс Мюхле в Дуисбург (2007) под името „Плюс две – Съвременно изкуство от България и Румъния?“
- Фондация „Мудима“ в Милано (2007) под името „Malkunst 2“
- Биенале „Венеция", 11-а Международна архитектурна изложба, Palazzo Pesaro Papafava във Венеция (2008) под името „Поносимата лекота на битието – метафората на пространството“
- Частна къща „Maison particulière“ в Брюксел (2011) под името „Женственост“
- Дом на културата на провинция Намюр в Намюр (2011) под името „Спускане във вода“
- Колекционерска зала „Me Collectors Room“ в Берлин (2011) под името „Всички канибали“
- Червената къща „La maison rouge“ в Париж (2011) под името „Всички канибали“
- Дом на културата на провинция Намюр в Намюр (2012) под името „Като плът“
- Галерия „Прогрес“ в Белград (2012) под името „При Реализма V 2.0“
- Фондация „Франсис“ в Санлис (2012) под името „Хибрид“
- Висше училище по изкуство и дизайн в Гренобъл (2014) под името „Кой се страхува от картината/картините?“
- Международен дом на съвременното изкуство „FIAC“ в Париж (2015) под името „Идеален жанр“
- Музей на съвременното изкуство в Рошешуар (2015) под името „Да рисуваме, казва тя“
- Частна къща „Maison particulière“ в Брюксел (2016) под името „Ta.bu“
- Музей на модерните и съвременни изкуства на Сент Етиен в Сент Етиен (2016) под името „Съвременна археология“
- Mu.ZEE в Остенде (2017) под името „Салът – Изкуството е (не) самотно“
- Замък Гаасбек в Гаасбек (2017) под името „Художникът/Рицарят“
- Музей на изящните изкуства в Дол (2017) под името „Да рисуваме, казва тя“

Публични колекции
- FNAC, Национален фонд за съвременно изкуство, Франция
- Червената къща /La maison rouge/, Фондация „Антоан дьо Галбер“, Париж
- Фондация „Франсис“, Санлис
- Частна къща /Maison particulière/ – Център на изкуствата, Брюксел
- Колекция BOROS, Берлин
- „Джей Пи Морган Чейс енд Ко Арт Кълекшън“ /JP Morgan Chase & Co Art Collection/, Ню Йорк

## Награди
- 2003 – Emprise Art Award, 2-ра награда
- 2012 – Les Prix Pierre Cardin за живопис